# NGC 2977
NGC 2977 é uma galáxia espiral (Sb) localizada na direcção da constelação de Draco. Possui uma declinação de +74° 51' 38" e uma ascensão recta de 9 horas, 43 minutos e 46,5 segundos.
A galáxia NGC 2977 foi descoberta em 2 de Abril de 1801 por William Herschel.